# Hízókúra
Feltápláló élelmezésre szorulnak elsősorban azok, akik valamilyen külső, vagy belső okok miatt erősen lesoványodtak és ennek következtében legyengültek, munkabírásuk csökkent.
A soványság önmagában nem kóros állapot.
A soványságot előidézheti huzamosabb ideig tartó lázas állapot, az ezzel járó étvágytalanság, heveny, vagy idült fertőző betegség, de okozhatják gyomor- és bélzavarok, vagy a rossz fogazatból eredő hiányos táplálkozás is.

## Hízókúra
A hízókúra - nem találó kifejezés, hiszen hizlalni senkit sem szabad. A hizlalás a zsírszövetek felesleges felszaporítását jelenti, ezért helyesebb volna helyreállító, feltápláló (roboráló), diétáról (kezelésről) beszélni.

## Diagnózis, diagnosztika
(kórisme, kórmegállapítás)
A betegség helyes felismerése, jellegének megállapítása a gyógykezelés alapja. Ennek felállításához (kórelőzmény), pontos betegvizsgálat (fizikális vizsgálati módszerek), és különböző laboratóriumi (műszeres) vizsgálatok szükségesek. Az ilyen vizsgálatok alkalmával észlelt adatok összegzése, a betegség megállapításának tudományos módszere a diagnosztika.
Különböző betegségek hasonló tünetet okozhatnak, a valóban fennálló betegséget, gyakran csak hosszantartó, aprólékos vizsgálatokkal lehet szétválasztani (differenciáldiagnózis).

## Étvágytalanság
Az étvágytalanság egészséges embernél a megfelelő étrend és az étkezési időpontok betartása mellett igen ritkán fordul elő. Viszont a rendszertelen étkezés, az étkezéseken felül fogyasztott édességek rontják az étvágyat. A szellemi túlterhelés, mozgáshiány, vagy a levegőn való tartózkodás hiánya is kedvezőtlenül befolyásoló tényezők. Ezért kell megvizsgálni, hogy az életmód rendezésével nem javítható-e az étvágy. Gondolni kell arra, hogy az étvágytalanság, csak tünet és a mögötte álló testi, lelki betegségeket kell megismerni. Ideges panaszok, a családi, munkahelyi konfliktusok egyaránt étvágytalanságot okozhatnak. Ilyen esetekben a kedvezőtlen helyzet rendezése hozhat eredményt.
Az egészséges gyermek és felnőtt étvágya mindig kielégítő és biztosítja a szervezet növekedéséhez, fenntartásához szükséges táplálék felvételét. A táplálékfelvétel mennyisége a táplálék összetételétől alkati vagy éghajlati tényezőktől is függhet. A szülők szükségleten felüli táplálék elfogyasztására ösztönzése a gyermekben akár undort is kiválthat az étkezés iránt és ez étvágytalansághoz is vezethet.
A helyes étkezési szokások bevezetése, az étkezési időpontok betartása, és a kényszer megszüntetése rendszerint megoldja az ilyen panaszokat.
Már a csecsemőknél is lehet átmeneti étvágytalanság, a fogzás ideje, vagy szoptatás esetén az anya menstruációja alatt, de a védőoltások utáni lázas állapot is okozhatja. Ez utóbbi és egyéb lázas állapotok, vagy heveny fertőző betegségek első napjaiban, a beteg csak folyadékot kíván magához venni, ez a jelenség a kiszáradás miatti fokozott folyadékigénnyel magyarázható. Hiba volna ilyenkor 1-3 étkezés alkalmával mást is erőltetni, de ilyenkor folyadékhoz szükség szerint csipetnyi só is adható.

## Gyógyszeres kezelés
(étvágyjavító szerek)
Gyógyszerek alkalmazására van szükség idült betegségek alatti, vagy heveny betegségek utáni lábadozási időszakában. Ilyen készítmény lehet a sósavat, vagy emésztőmirigyek fermentjeit (pepszin, hasnyálmirigynedv), tartalmazó tabletták. A vitamindús étrend mellett szükség lehet további vitaminkészítmények (C-, B12-vitamin), vagy orvosi recept nélkül is kapható étvágyjavító teák, keserű cseppek, vasat tartalmazó szeszes oldatok.
Étvágytalanság esetén a rendszeres széklet biztosítása is fontos lehet, ezt az étrendi, vagy életmódi befolyásoláson túl, néha csak gyógyszerek segítségével lehet biztosítani.

## Testtömeg index
A TestTömeg Index kiszámítása: A test tömegét (kilogrammban mérve) elosztjuk a testmagasság (méterben mért) négyzetével. Mértékegysége kg/m².
{\displaystyle TTI={\frac {testt{\ddot {o}}meg}{testmagass{\acute {a}}g^{2}}}}
Az így kapott értéket hasonlítsd össze az alábbi táblázat értékeivel.
| Index       | Állapot                | Javaslat                                |
| 18,5 alatt  | Sovány                 | Feltápláló étrend                       |
| 18,5 - 24,9 | Normál testsúly        | Normál étrend                           |
| 25 - 29,9   | Túlsúlyos              | Házi diéta + több mozgás                |
| 30 - 34,9   | Elhízott               | Házi diéta + életmód váltás             |
| 35 - 39,9   | Súlyosan elhízott      | Orvosi javaslatra diéta + életmódváltás |
| 40 felett   | Igen súlyosan elhízott | Orvosi felügyelet melletti fogyókúra    |

 példa:
Testtömeg = 76 kg
Testmagasság = 1,76 m.
{\displaystyle TTI={\frac {testt{\ddot {o}}meg}{testmagass{\acute {a}}g^{2}}}={\dfrac {76\ kg}{(1,76\ m)^{2}}}=24,48\ {\dfrac {kg}{m^{2}}}}

## Diéta
A feltápláló diétás kezelés sovány leromlott, hiányosan táplált betegek egészségének, és normális testtömegének helyreállítását célozza. Nem csak a táplálkozás gyakoriságában, hanem a táplálékok összeállításában is eltér a hagyományos (megszokott) táplálkozástól.
A leromlott betegnek napi több alkalommal, akár két óránként van szükségük táplálék bevitelre, mert így az étel kevésbé terheli meg az emésztőrendszert, és elősegíti a tápanyagok jobb felhasználását.
A diétát elsősorban könnyen emészthető szénhidrátokból kell összeállítani (burgonya, zöldfőzelékek, rizsliszttel dúsított ételek), amelyek kiváló energiahordozók.
Az energiát a zsiradékok adják, azonban felhasználásukat korlátozza a nehezebb emészthetőségük, közülük leginkább a tejzsiradékok (tejszín, tejföl, vaj), alkalmasak - megfelelőképpen elkészítve. Lényeges a diétában a fehérjebőség, az ételek állati eredetű fehérjékkel történő dúsítása, változatos konyhatechnikai eljárásokkal történő felhasználása. Az így összeállított diéta 3000-5000 kilokalóriát és 120-140 g fehérjét tartalmazhat.

## Diéta hibák
1. Az orvos által megadott diétás tanácsok meg nem tartása, kezelési hibához vezethet, melyet a beteg saját maga idéz elő. Késlelteti a gyógyulását, esetenként súlyos állapotokat is idézhet elő (pl.: cukorbeteg cukrot, tömény édességet fogyaszt).
2. a beteg tápláltsági állapotát, betegségét, a betegségének pillanatnyi stádiumát, életkorát, és nemét nem figyelembe vevő diétás összeállítás.
3. A jól tervezett, jól összeállított diéta is hibássá válhat,helytelen tálalás, fogyasztásra nem alkalmas hőmérséklete esetén.
4. nem megfelelően kiválogatott alapanyag
5. nem megfelelő ételkészítési eljárások

## Feltápláló étrend
| Helyreállító étrend (megközelítőleg 3000 kilokalória és 140 g fehérje) |              |           |        |              |
| Megnevezés                                                             | Energia kcal | Fehérje g | Zsír g | Szénhidrát g |
| Reggeli                                                                |              |           |        |              |
| 2 dl tejeskávé                                                         | 120          | 7,2       | 5,6    | 9,6          |
| 2 dkg cukor                                                            | 82           | —         | —      | 20,0         |
| 5 dkg gépsonka                                                         | 80           | 11,0      | 3,5    | 0,2          |
| 2 dkg margarin                                                         | 152          | —         | 16,8   | —            |
| 15 dkg kenyér                                                          | 385          | 14,7      | 1,5    | 78,4         |
| 5 dkg paradicsom                                                       | 11           | 0,5       | —      | 2,0          |
| Tízórai                                                                |              |           |        |              |
| 5 dkg tehéntúró                                                        | 56           | 8,1       | 1,8    | 1,8          |
| 1 dkg margarin                                                         | 76           | —         | 8,4    | —            |
| 10 dkg kenyér                                                          | 257          | 9,8       | 1,0    | 52,3         |
| 5 dkg paradicsom                                                       | 11           | 0,5       | —      | 2,0          |
| Ebéd                                                                   |              |           |        |              |
| Becsinált leves                                                        |              |           |        |              |
| 5 dkg sovány sertéshússal                                              | 77           | 10,1      | 3,4    | 0,2          |
| 5 dkg vegyes zöldség                                                   | 20           | 0,6       | 0,1    | 4,0          |
| 0,5 dkg zsír                                                           | 46           | —         | 5,0    | —            |
| 0,5 dkg liszt                                                          | 18           | 0,6       | 0,1    | 3,5          |
| Natúrszelet                                                            |              |           |        |              |
| 10 dkg sovány sertéshúsból                                             | 144          | 20,3      | 6,8    |              |
| 0,5 dkg liszt                                                          | 18           | 0,6       | 0,1    | 3,5          |
| 1/4 dkg zsír                                                           | 23           | —         | 2,5    | 3,5          |
| 25 dkg zöldbabfőzelék                                                  | 100          | 7,0       | 0,7    | 17,5         |
| 1 dkg zsír                                                             | 93           | —         | 10,0   | —            |
| 1 dkg liszt                                                            | 36           | 1,2       | 0,2    | 7,0          |
| 2 dkg tejföl                                                           | 34           | 0,6       | 3,2    | 0,8          |
| Almás palacsinta                                                       |              |           |        |              |
| 5 dkg alma                                                             | 16           | 0,2       | 0,2    | 3,5          |
| 0,5 dl tej                                                             | 30           | 1,8       | 1,4    | 2,4          |
| 2 dkg cukor                                                            | 82           | —         | —      | 20,0         |
| 0,5 db tojássárgája                                                    | 27           | 2,6       | 0,4    | 14,0         |
| 2 dkg liszt                                                            | 72           | 2,6       | 0,4    | 14,0         |
| 0,5 dkg zsír                                                           | 46           | —         | 5,0    | —            |
| Uzsonna                                                                |              |           |        |              |
| 2 dl joghurt                                                           | 120          | 7,2       | 5,6    | 9,6          |
| 1 db kifli                                                             | 130          | 4,5       | 1,1    | 25,6         |
| Vacsora                                                                |              |           |        |              |
| Gombás tojás                                                           |              |           |        |              |
| 10 dkg gomba                                                           | 40           | 5,7       | 0,5    | 3,8          |
| 1 db tojás                                                             | 68           | 5,4       | 4,8    | 0,8          |
| 1 dkg zsír                                                             | 93           | —         | 10,0   | —            |
| 20 dkg törtburgonya                                                    | 188          | 5,0       | 1,0    | 40,0         |
| 15 dkg uborkasaláta                                                    | 18           | 2,0       | —      | 2,5          |
| Utóvacsora                                                             |              |           |        |              |
| 1 db kockasajt                                                         | 90           | 6,7       | 6,9    | 0,6          |
| 1 db kifli                                                             | 130          | 4,5       | 1,     | 25,6         |
| 5 dkg paradicsom                                                       | 11           | 5,0       | —      | 2,0          |
| 10 dkg alma                                                            | 32           | 0,5       | —      | 7,0          |

## Ételek dúsítása
A túlzott cukrozást és sózást a hízókúra folyamán sem kell túlzásba vinni. Az ételek dúsítása különböző tápanyagokkal is történhet. Léteznek ízesített és ízesítés nélküli tápszer italok, tápszerporok. Ezeket főzelékekbe, mártásokba, palacsintába, turmixokba ajánlott keverni. A hízáshoz ajánlott az izmokat erősíteni.
A soványság a legtöbb esetben az egyén alkatától függ. Általában a soványságot a különböző szervi vagy mentális problémák okozzák. Ilyen az állandó stressz, a nyugtalanság, a pánikba esés sőt maga a félelem is soványsághoz vezethet.

## Sajátosságok
A helyes testtömegarányok az életkori és nemi sajátosságokat is figyelembe véve:

### Férfiak
| A FÉRFIAK helyes testtömege kg-ban |         |         |         |         |         |         |         |         |         |         |
| Testmagasság                       | Életkor | Életkor | Életkor | Életkor | Életkor | Életkor | Életkor | Életkor | Életkor | Életkor |
| (m-ben)                            | 18-24   | 25-29   | 30-34   | 35-39   | 40-44   | 45-49   | 50-54   | 55-59   | 60-64   | 65-69   |
| 1,50-1,54                          | 53,5    | 56,2    | 57,6    | 58,5    | 59,9    | 60,8    | 61,2    | 61,2    | 61,2    | 61,2    |
| 1,55-1,59                          | 54,9    | 57,1    | 58,5    | 59,4    | 60,8    | 61,7    | 62,1    | 62,1    | 62,1    | 62,1    |
| 1,60-1,64                          | 57,1    | 59,4    | 60,8    | 61,7    | 63,1    | 63,9    | 64,4    | 64,4    | 64,4    | 64,4    |
| 1,65-1,69                          | 60,8    | 62,6    | 63,9    | 63,9    | 66,2    | 67,1    | 67,6    | 67,6    | 67,6    | 67,6    |
| 1,70-1,74                          | 63,9    | 66,2    | 67,6    | 68,9    | 69,8    | 70,8    | 71,2    | 72,1    | 72,1    | 72,1    |
| 1,75-1,79                          | 67,6    | 69,8    | 71,7    | 73,5    | 74,4    | 75,3    | 75,7    | 75,7    | 75,7    | 75,7    |
| 1,80-1,84                          | 71,2    | 73,9    | 76,2    | 78,0    | 79,4    | 80,3    | 80,7    | 80,7    | 80,7    | 80,7    |
| 1,85-1,89                          | 75,7    | 79,4    | 81,6    | 83,5    | 84,8    | 86,2    | 86,6    | 86.6    | 86,6    | 86,6    |

### Nők
| A NŐK helyes testtömege kg-ban |         |         |         |         |         |         |         |         |         |         |
| Testmagasság                   | Életkor | Életkor | Életkor | Életkor | Életkor | Életkor | Életkor | Életkor | Életkor | Életkor |
| (m-ben)                        | 18-24   | 25-29   | 30-34   | 35-39   | 40-44   | 45-49   | 50-54   | 55-59   | 60-64   | 65-69   |
| 1,50-1,54                      | 48,5    | 49,9    | 51,3    | 52,6    | 54,4    | 55,8    | 56,7    | 56,7    | 56,7    | 56,7    |
| 1,55-1,59                      | 49,4    | 50,8    | 52,2    | 53,5    | 55,3    | 56,6    | 57,6    | 57,6    | 57,6    | 57,6    |
| 1,60-1,64                      | 51,3    | 52,6    | 53,9    | 55,3    | 57,1    | 58,5    | 59,4    | 59,4    | 59,4    | 59,4    |
| 1,65-1,69                      | 53,1    | 54,4    | 55,8    | 55,8    | 58,9    | 60,3    | 61,2    | 61,2    | 61,2    | 61,2    |
| 1,70-1,74                      | 55,8    | 56,7    | 58,1    | 59,9    | 61,7    | 63,1    | 63,9    | 63,9    | 63,9    | 63,9    |
| 1,75-1,79                      | 58,5    | 59,9    | 61,7    | 63,5    | 64,9    | 66,2    | 67,1    | 67,1    | 67,1    | 67,1    |
| 1,80-1,84                      | 62,1    | 63,5    | 65,3    | 67,1    | 68,5    | 70,3    | 71,2    | 71,2    | 71,2    | 71,2    |
| 1,85-1,89                      | 65,8    | 67,1    | 68,9    | 70,8    | 72,1    | 73,9    | 75,3    | 75,3    | 75,3    | 75,3    |

## Lásd még
- Fogyókúra